# نمایش (فیلم ۲۰۲۲)
نمایش (انگلیسی: Showing Up) فیلمی آمریکایی در ژانر درام به کارگردانی کلی رایکارد است که در سال ۲۰۲۲ به نمایش درآمد. این فیلم چهارمین همکاری میان رایکارد و بازیگر میشل ویلیامز است. این فیلم در جشنواره فیلم کن ۲۰۲۲ به نمایش درآمد و در آن‌جا برای دریافت نخل طلا رقابت کرده‌است.

## بازیگران
- میشل ویلیامز
- هانگ چائو
- جاد هیرش
- ماریان پلانکت
- جان ماگارو
- آندره ۳۰۰۰
- هیتر لولس
- آماندا پلامر
- لری فسندن
- جیمز لوگرو